# Grigori Tchoukhraï
Grigori Naoumovitch Tchoukhraï (en russe : Григорий Наумович Чухрай) est un réalisateur soviétique né le 23 mai 1921 à Melitopol (Ukraine) et mort le 28 octobre 2001 à Moscou. Il a acquis une notoriété mondiale grâce à son film La Ballade du soldat (1960). Il est le père du réalisateur Pavel Tchoukhraï,.

## Biographie
Les parents de Grigori divorcent en 1924. Il est élevé par sa mère et son beau-père, Pavel Antonovitch Litvinenko, qui est directeur de kolkhoze. En 1935, il part pour Moscou avec son beau-père qui y suit une formation à l'Académie panrusse de l'agriculture. Il y reste jusqu'à la fin de ses études secondaires. Son service militaire commence à Marioupol en 1939. Lors de la Seconde Guerre mondiale, Tchoukhraï sert dans les parachutistes sur le front du sud, le front de Stalingrad, le front du Don et le front de Voronej et sera décoré de la médaille pour la Défense de Stalingrad et de l'ordre de la Guerre patriotique. Il devient membre du PCUS en 1944.
De retour à la vie civile, il s'inscrit dans la classe de maître de Sergueï Ioutkevitch et Mikhaïl Romm à l’Institut national du cinéma (VGIK). Diplômé en 1952, Tchoukhraï entre aux studios Mosfilm où il travaille comme réalisateur à partir de 1953. En 1960, son film de guerre La Ballade du soldat est projeté au Festival de Cannes où il reçoit le prix de la meilleure participation pour la sélection soviétique. Il fait également partie de la sélection du Festival international du film de San Francisco. 
À partir de 1965, Tchoukhraï est le secrétaire de l'Union des cinéastes de l'URSS. De 1966 à 1970, il est professeur de VGIK. 
En 1981, on lui décerne le titre d'artiste du peuple de l'Union soviétique. Il est l'auteur des livres de souvenirs Ma guerre («Моя война», Алгоритм, 2001  (ISBN 978-5-9265-0011-7)) et Mon cinéma («Моё кино», Алгоритм, 2001,  (ISBN 5-9265-0047-8)).

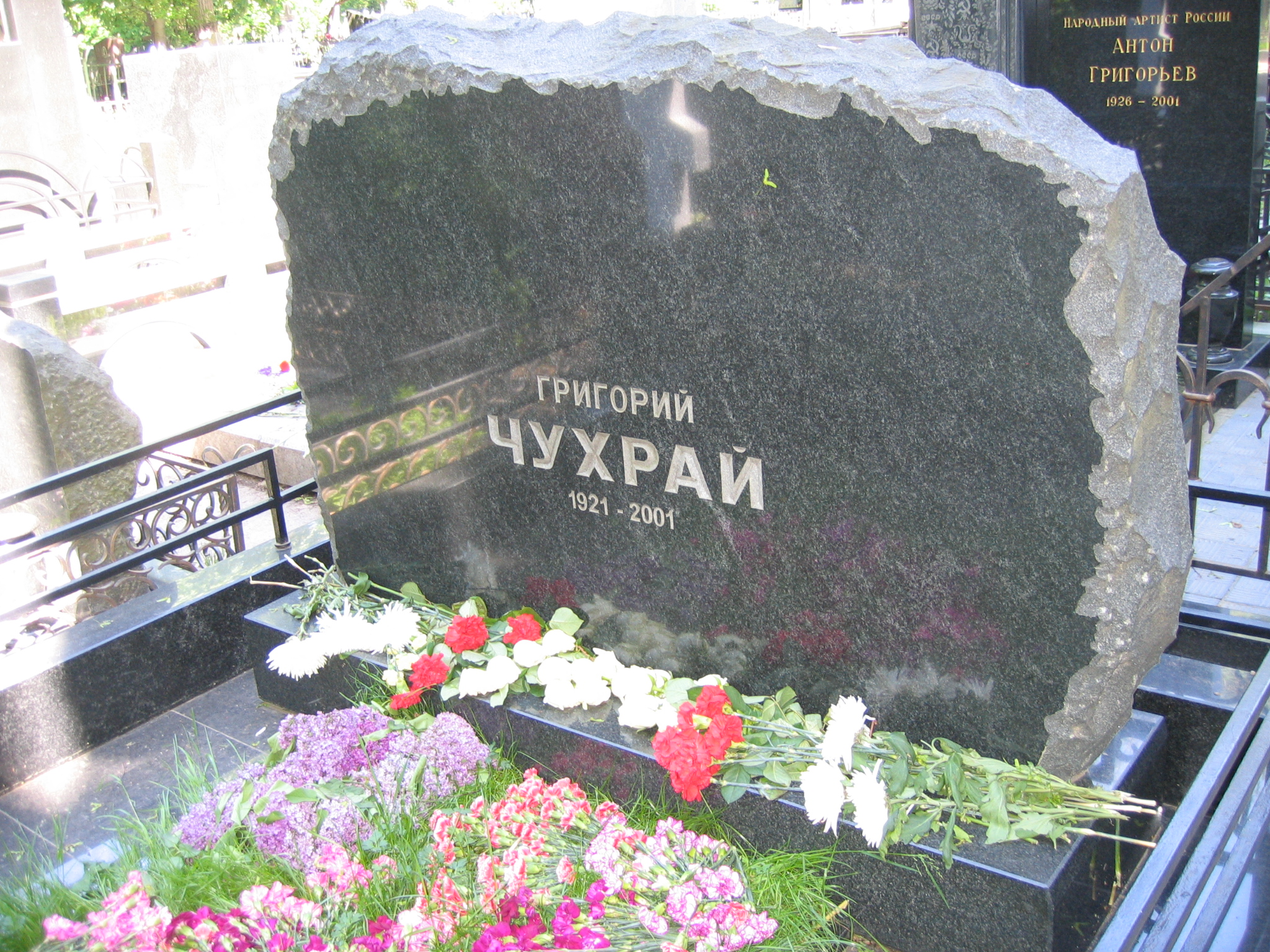
Tombe de Tchoukhraï au cimetière Vagankovo.

En 1994, il reçoit le Nika pour l'ensemble de son œuvre, dans la nomination « l'Honneur et la dignité » (Честь и достоинство).
Il est enterré au cimetière Vagankovo de Moscou.

## Filmographie
- 1956 : Le Quarante et unième (Сорок первый).
- 1959 : La Ballade du soldat (Баллада о солдате)
- 1961 : Ciel pur (Чистое небо)
- 1964 : Il était une fois un vieux et une vieille (Жили-были старик со старухой)
- 1970 : La Mémoire (Память) (documentaire)
- 1977 : Le Marécage (Трясина)
- 1979 : La vie est belle (Жизнь прекрасна)
- 1984 : Je vous apprendrai à rêver (Я научу вас мечтать)

## Prix
- 1957 : Prix spécial au Festival de Cannes 1957 (à l’unanimité) pour Le Quarante et unième.
- 1961 : Grand Prix au Festival international du film de Moscou 1961 pour Ciel pur.